# Haitham el-Maleh
Haitham el-Maleh (en arabe : هيثم المالح)  est un militant syrien des droits de l'homme et ancien juge né le 15 août 1930,. Il critique le régime syrien sous Bachar el-Assad et a été emprisonné par le gouvernement syrien à plusieurs reprises parce qu'il appelait à des réformes constitutionnelles. Haitham el-Maleh devient une figure de l'opposition dans la révolution syrienne.  

## Biographie
Haitham el-Maleh obtient un diplôme de droit et un diplôme de droit international. Il est arrêté pour la première fois en 1951 à l'âge de vingt ans après avoir appelé à un système judiciaire indépendant ; il est emprisonné pendant trois semaines.  Il devient juge en 1958. Le premier gouvernement baasiste le renvoie de la magistrature en raison de ses critiques publiques de la loi d'urgence de 1963, qui suspend les droits constitutionnels et codifie la loi martiale. Il retourne à la pratique du droit après son licenciement.  
Alors qu'il est à l'origine un défenseur des réformes démocratiques, au début des années 1970, Haitham el-Maleh devient un franc critique de la situation en Syrie. Le gouvernement syrien ordonne l'arrestation et la détention d'el-Maleh à plusieurs reprises en raison de ses activités politiques en 1978. Il est emprisonné en tant que prisonnier politique entre 1980 et 1986 parce qu'il a publiquement critiqué le manque d'engagement du gouvernement syrien à abroger la loi d'urgence et l'éradication violente des Frères musulmans en Syrie, aboutissant au massacre de Hama en 1982. Il entame au moins deux grèves de la faim  pendant sa détention,. 
Haitham el-Maleh et d'autres militants des droits de l'homme se trouvent des  points communs et fondent l'Association des droits de l'homme en Syrie en juillet 2001, dont il est élu président, poste qu'il occupe jusqu'en 2006. Il est actif au sein d'Amnesty International depuis 1989.  
El-Maleh écrit plusieurs fois au président syrien Bachar el-Assad pour critiquer les atteintes aux droits humains dans le pays. Écrivant en tant que président de l'Association syrienne des droits de l'homme, il demande la levée de l'état d'urgence. En 2003, il s'exprime devant le Parlement allemand sur la question des droits de l'homme en Syrie, décrivant le régime d'Assad comme « une dictature fasciste ». À son retour, le gouvernement syrien lui interdit de quitter le pays pour les sept années suivantes.  

## Reconnaissance
Haitham el-Maleh a reçu différents prix pour son engagement en faveur des droits de l'homme en Syrie. 
En 2004, el-Maleh reçoit le prix honorifique des droits de l'homme de la Commission nationale consultative des droits de l'homme pour ses recherches sur la torture en Syrie. 
En 2006, le prix néerlandais des droits de l'homme lui est décerné, mais le régime refuse sa demande d'autorisation à quitter le pays pour recevoir son prix aux Pays-Bas. Après des semaines d'incertitude, il apprend le refus définitif de lui accorder un visa de sortie la veille de la cérémonie,.  
En 2010, ile reçoit le prix annuel pour la dignité des défenseurs des droits de l'homme de Genève, ainsi que d'autres prix et distinctions.  

## Arrestation en 2009
Le 14 octobre 2009, au lendemain d'une interview accordée sur « Panorama » une émission d'analyse politique sur Barada TV, une chaîne satellite basée à Londres associée à l'opposition syrienne, Haitham el-Maleh est victime d'une disparition forcée. Après 8 jours, il est référé devant le tribunal militaire de Damas et jugé pour avoir « diffusé des informations fausses et trompeuses qui affecteraient le moral de la nation », et est condamné à trois ans de prison,,. Amnesty International le qualifie de prisonnier d'opinion, « détenu uniquement pour avoir exercé pacifiquement son droit à la liberté d'expression », et demande sa libération immédiate. De nombreuses associations des droits de l'homme se mobilisent en sa faveur. 
Il est libéré le 8 mars 2011, après une amnistie présidentielle le jour anniversaire de l'arrivée au pouvoir du parti Baas accordée aux prisonniers de plus de 70 ans. 
Mais Haitham el-Maleh poursuit sa défense des droits humains et demande aux autorités syriennes de mettre fin à la détention pour des raisons politiques, de libérer tous les prisonniers politiques et d'affirmer le droit de chaque citoyen syrien d'exprimer son opinion. Il rappelle que les prisonniers politiques sont ceux qui expriment leurs opinions et ne sont pas partisans de la violence.  

## Guerre civile syrienne
Il devient membre du Conseil national syrien, opposé au régime d'Assad. 
Dans une interview accordée au Daily Telegraph le 30 janvier 2012, el-Maleh déclare que la situation en Syrie a dépassé le stade où une résolution pacifique était possible en raison d'une répression extrêmement brutale, qui pousse de nombreux soldats à déserter plutôt qu'à tirer sur les manifestants, ce qui risque selon lui de voir deux armées s'opposer.  

## Voir également
- Kamal al-Labwani
- Aref Dalila